# Cacciatori-raccoglitori scandinavi
I cacciatori-raccoglitori scandinavi (SHG dall'inglese Scandinavian hunter-gatherer) erano popolazioni di cacciatori-raccoglitori, ossia popolazioni il cui sistema di alimentazione ed economico si basava sulla caccia, pesca e sulla raccolta, che abitavano la Scandinavia intorno a 14 000 anni fa, nel mesolitico, identificati in archeogenetica sulla base di una comune e specifica origine genetica.

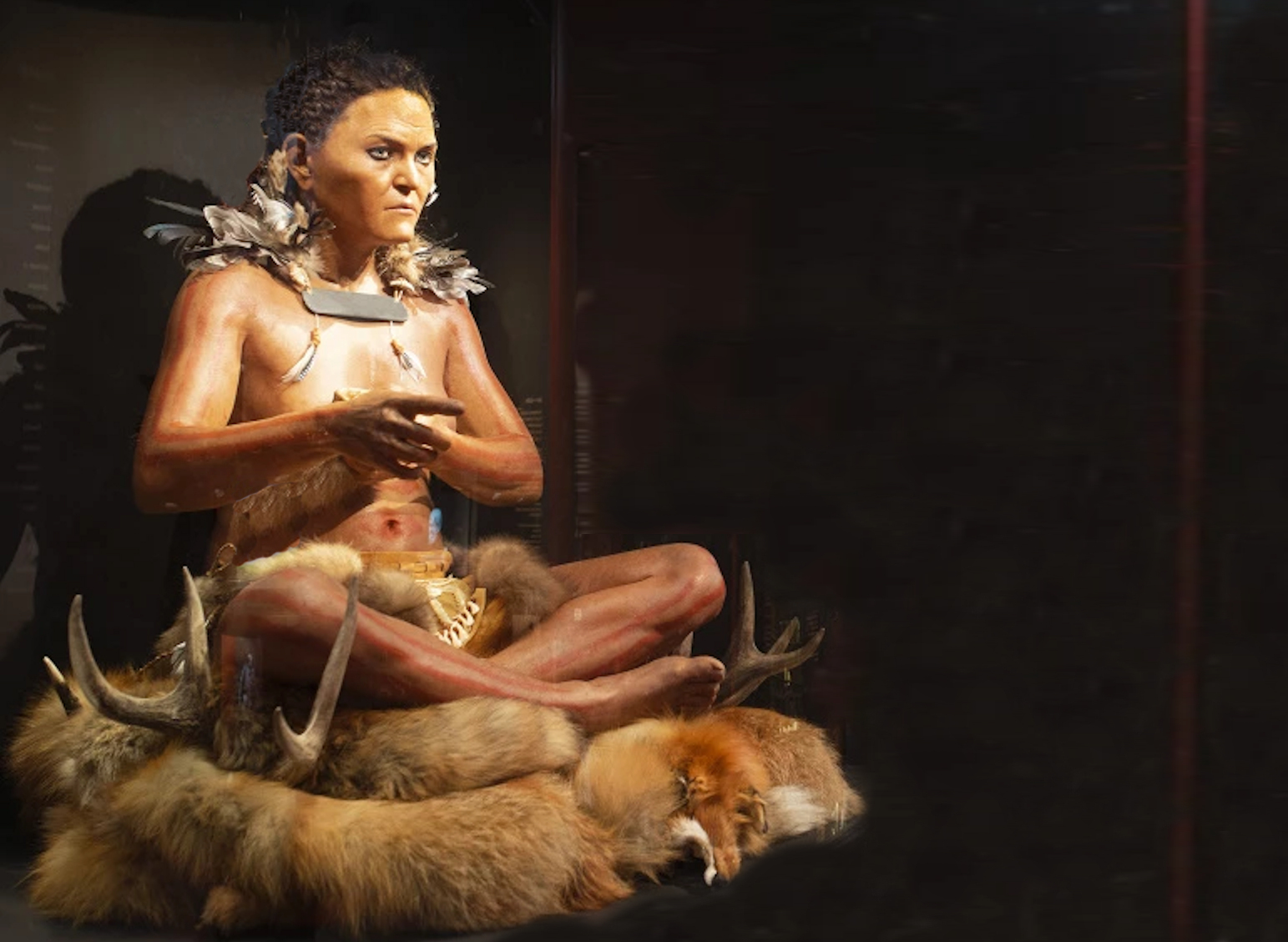
Ricostruzione esposta nel museo di Trelleborg

## Descrizione
Gli studi, i cui risultati furono presentati per la prima volta nel 2014, presero le mossa dal ritrovamento di ossa fossili, riferiti ad un gruppo di individui composto da nove adulti e un bambino, nei dintorni di Motala nel sud della Svezia, che portarono all'identificazione di una nuova e distina popolazione nordica.
Gli studi genetici suggeriscono che gli SHG fossero un mix di cacciatori-raccoglitori occidentali (WHG), che inizialmente popolarono la Scandinavia da sud durante l'olocene, e cacciatori-raccoglitori orientali (EHG), che in seguito entrarono in Scandinavia da nord lungo la costa norvegese. Durante il neolitico, si mescolarono ulteriormente con i primi agricoltori europei (EEF) e i pastori delle steppe occidentali (WSH). È stata rilevata una continuità genetica tra gli SHG e i membri della cultura della ceramica a pettine (PWC) e, in una certa misura, tra gli SHG e i moderni nordeuropei.
Gli SHG non sono semplicemente un gruppo omogeneo di cacciatori-raccoglitori; gli studi genetici rivelano che possiedono un "mix" specifico di ascendenze, principalmente derivate dai cacciatori-raccoglitori dell'Europa occidentale (WHG) e da un gruppo più antico proveniente da nord-est, gli Antichi Eurasiatici del Nord (ANE), con un contributo significativo veicolato dai cacciatori-raccoglitori orientali (EHG). Questo li distingue geneticamente da altri gruppi di cacciatori-raccoglitori europei.
La loro origine sembra essere legata a ondate migratorie diverse. I WHG, provenienti probabilmente da sud, si sono incontrati con gli EHG, arrivati da nord-est. Questo incontro di popolazioni ha dato origine agli SHG, che quindi rappresentato il risultato di un processo dinamico di mescolamento, rappresentando una popolazione che si è adattata con successo all'ambiente specifico della Scandinavia, come si dimostra con la maggiore frequenza di geni legati alla pigmentazione chiara (pelle e occhi) e con caratteristiche fisiche adatte al freddo e a uno stile di vita attivo. Questi adattamenti suggeriscono una lunga permanenza e un'evoluzione in risposta alle condizioni ambientali locali.
Nonostante le profonde trasformazioni avvenute nel corso dei millenni, con l'arrivo dell'agricoltura e di nuove migrazioni, le ricerche indicano che le caratteristiche degli SHG non sono completamente scomparse; infatti alcune tracce del loro patrimonio genetico persistono nelle popolazioni moderne del Nord Europa, suggerendo una certa continuità biologica e demografica.
Lo studio del 2023 ha anche fornito indicazioni fenotipiche sui DNA analizzati, trovando che tra gli SHG era più probabile trovare individui con gli occhi chiari.

## Caratteristiche
Per quanto riguarda gli occhi e la pelle, gli studi genetici sembrano indicare una combinazione di colore degli occhi che varia dal blu al marrone chiaro, e una pigmentazione chiara della pelle, da porre in relazione ad una combinazione di occhi azzurri e pelle scura per i WHG, ed occhi marroni e pelle chiara per i EHG.